# Leichtathletik-Weltmeisterschaften 1983/Teilnehmer (Australien)
| Goldmedaillen | Silbermedaillen | Bronzemedaillen |
| ------------- | --------------- | --------------- |
| 1             | —               | —               |

Der Leichtathletikverband Australiens entsandte ein Aufgebot von vier Teilnehmern zu den Leichtathletik-Weltmeisterschaften 1983 im finnischen Helsinki.

## Medaillen
Mit einer gewonnenen Goldmedaille belegte das australische Team Platz 11 im Medaillenspiegel.

### Medaillengewinner

#### Gold
- Robert de Castella, Marathon

## Liste der Teilnehmer
| Disziplin | Frauen | Männer             | Zeit    |
| --------- | ------ | ------------------ | ------- |
| Marathon  | -      | Robert de Castella | 2:10:03 |
| Marathon  | -      | Jeff Coole         | 2:20:25 |
| Marathon  | -      | Grenville Wood     | DNF     |